# Dyskografia Jackie Evancho
Dyskografia Jackie Evancho.

## Albumy

### Albumy studyjne
| Tytuł                                    | Szczegóły albumu                                              | Najwyższa pozycja | Najwyższa pozycja | Najwyższa pozycja | Najwyższa pozycja | Najwyższa pozycja | Najwyższa pozycja | Najwyższa pozycja | Najwyższa pozycja | Certyfikaty  |
| Tytuł                                    | Szczegóły albumu                                              | Stany Zjednoczone | Classical         | Kanada            | Irlandia          | Japonia           | Meksyk            | Nowa Zelandia     | Wielka Brytania   | Certyfikaty  |
| ---------------------------------------- | ------------------------------------------------------------- | ----------------- | ----------------- | ----------------- | ----------------- | ----------------- | ----------------- | ----------------- | ----------------- | ------------ |
| Prelude to a Dream                       | - Data wydania: 10 listopada 2009 - Wydawca: Niezależnie      | 121               | 2                 | –                 | –                 | –                 | –                 | –                 | –                 |              |
| Dream with Me                            | - Data wydania: 3 czerwca 2011 - Wydawca: SYCO/Columbia       | 2                 | 1                 | 5                 | 15                | 37                | 26                | 8                 | 4                 | - USA: Złoto |
| Heavenly Christmas                       | - Data wydania: 1 listopada 2011 - Label: SYCO/Columbia       | 11                | 1                 | 9                 | –                 | –                 | –                 | –                 | –                 |              |
| Songs from the Silver Screen             | - Data wydania : 2 października 2012 - Wydawca: SYCO/Columbia | 7                 | 1                 | 22                | –                 | 141               | –                 | –                 | –                 |              |
| "–" oznacza że pozycja nie była notowana |                                                               |                   |                   |                   |                   |                   |                   |                   |                   |              |

### Minialbumy
| O Holy Night                             | - Data wydania: 16 listopada 2010 - Wydawca: SYCO | 2 | 1 | 9 | 93 | - : Platyna - : Platyna |
| "–" oznacza że pozycja nie była notowana |                                                   |   |   |   |    |                         |

### Albumy koncertowe
| Dream With Me In Concert                 | - Data wydania: 12 września 2011 - Wydawca: Sony / Columbia / SYCO | 1 | 75 | 294 |
| "–" oznacza że pozycja nie była notowana |                                                                    |   |    |     |

## Single
| 2010                                     | "O Mio Babbino Caro"                   | 1  | Prelude to a Dream           |
| 2010                                     | "Everytime"                            | 3  | Prelude to a Dream           |
| 2010                                     | "Ave Maria (Schubert)"                 | 5  | Prelude to a Dream           |
| 2010                                     | "Concrete Angel"                       | 6  | Prelude to a Dream           |
| 2010                                     | "Amazing Grace"                        | 11 | Prelude to a Dream           |
| 2010                                     | "Con te partiro"                       | 12 | Prelude to a Dream           |
| 2010                                     | "Think of Me"                          | 15 | Prelude to a Dream           |
| 2010                                     | "Starry Starry Night (Vincent)"        | 21 | Prelude to a Dream           |
| 2010                                     | "The Prayer"                           | 24 | Prelude to a Dream           |
| 2010                                     | "Panis Angelicus"                      | 7  | O Holy Night                 |
| 2010                                     | "Pie Jesu"                             | —  | O Holy Night                 |
| 2011                                     | "O Holy Night"                         | 7  | O Holy Night                 |
| 2011                                     | "Silent Night"                         | 25 | O Holy Night                 |
| 2011                                     | "Somewhere" (oraz Barbra Streisand)    | 1  | Dream with Me                |
| 2011                                     | "A Mother's Prayer" (oraz Susan Boyle) | 2  | Dream with Me                |
| 2011                                     | "All I Ask of You"                     | 4  | Dream with Me                |
| 2011                                     | "Angel"                                | 4  | Dream with Me                |
| 2011                                     | "When You Wish Upon a Star"            | 7  | Dream with Me                |
| 2011                                     | "Dream with Me"                        | 11 | Dream with Me                |
| 2011                                     | "The Lord's Prayer"                    | 12 | Dream with Me                |
| 2011                                     | "Nella Fantasia"                       | 20 | Dream with Me                |
| 2011                                     | "Lovers"                               | 23 | Dream with Me                |
| 2011                                     | "Nessun Dorma"                         | 6  | Dream with Me                |
| 2012                                     | "To Believe"                           | 12 | Dream with Me                |
| 2012                                     | "Music of the Night"                   | 9  | Songs from the Silver Screen |
| 2012                                     | "My Heart Will Go On"                  | 17 | Songs from the Silver Screen |
| "–" oznacza że pozycja nie była notowana |                                        |    |                              |